# گوزن کرینیا

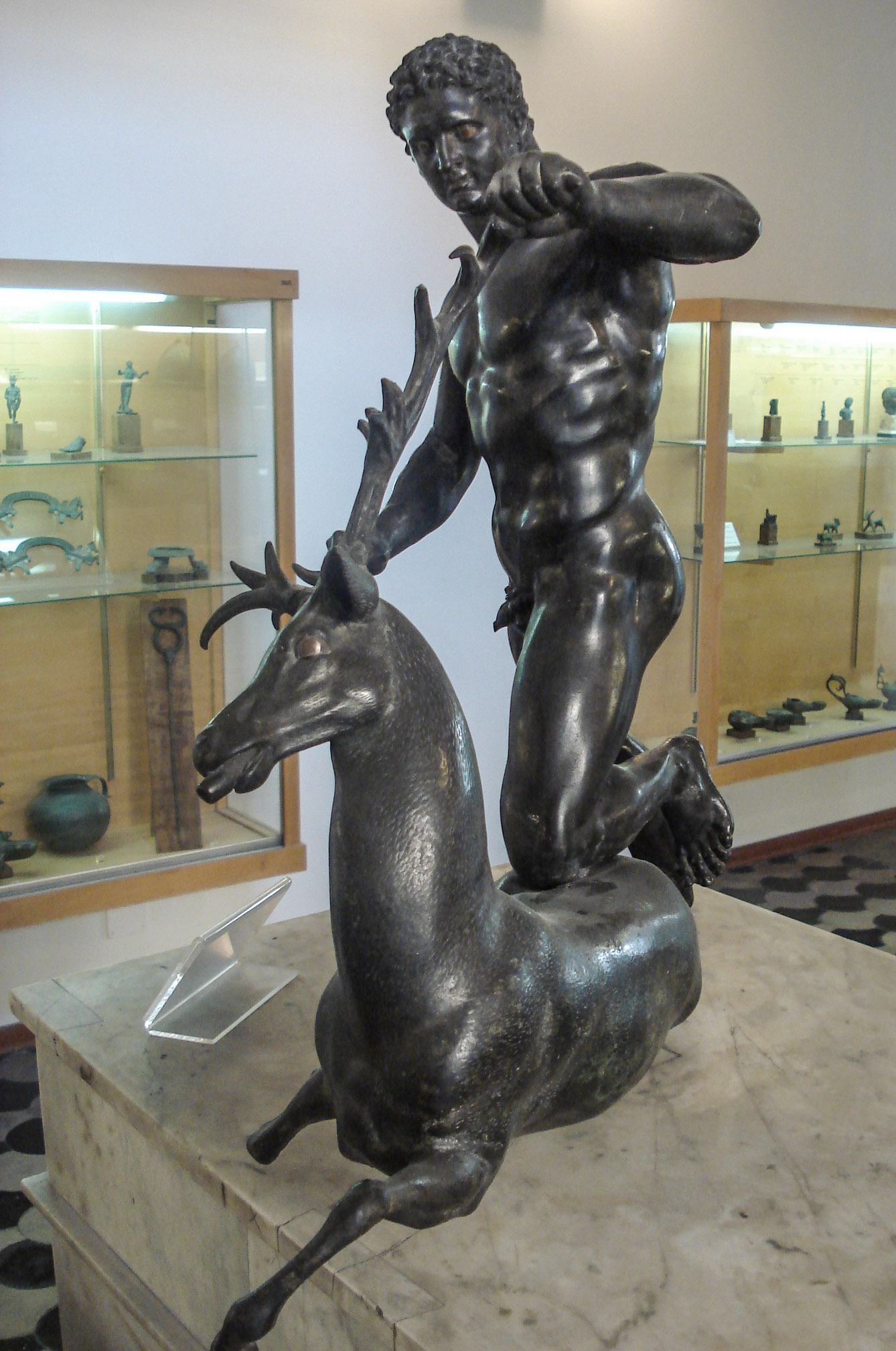
هراکلس و گوزن کرینیا، مجسمهٔ برنزی مربوط به یک قرن قبل از میلاد

گوزن کرینیا یا گوزن کرینیان (به یونانی: ἡ Κερυνῖτις ἔλαφος) که همچنین گاهی کرنیتیس یا سرنیتیس هم نوشته شده‌است، در اسطوره‌های یونانی گوزن عظیم‌الجثه‌ای پنداشته می‌شد که در اوینوی، واقع در نزدیکی تپهٔ کرینیا، غلات و محصولات کشاورزی را نابود می‌کرد.
این گوزن جزو جانوران مقدس آرتمیس بود و آسیب رساندن به او توهین به مقدسات محسوب می‌شد.
هرکول یک سال تمام این گوزن را تعقیب کرد تا او را خسته کند. وقتی جانور از پا افتاد، هرکول با یک تیر زخمی مختصر بر او وارد کرد و او را روی شانه‌هایش برداشت و با خود برد. وقتی هرکول گوزن کرینیا را بر دوش گرفته بود و داشت از آرکادیا عبور می‌کرد، با آرتمیس و آپولو مواجه شد. آنها از هرکول خواستند که گوزن را به آنها بازگرداند و او را متهم کردند که قصد کشتن جانور مقدس را دارد.
اما هرکول با اعلام این مطلب که مسئولیت کلّ ماجرا برعهدهٔ اوریستئوس است و او فقط فرامین پادشاه (اوریستئوس) را اجرا می‌کند، توانست خود را خلاص کند.

## نگارخانه

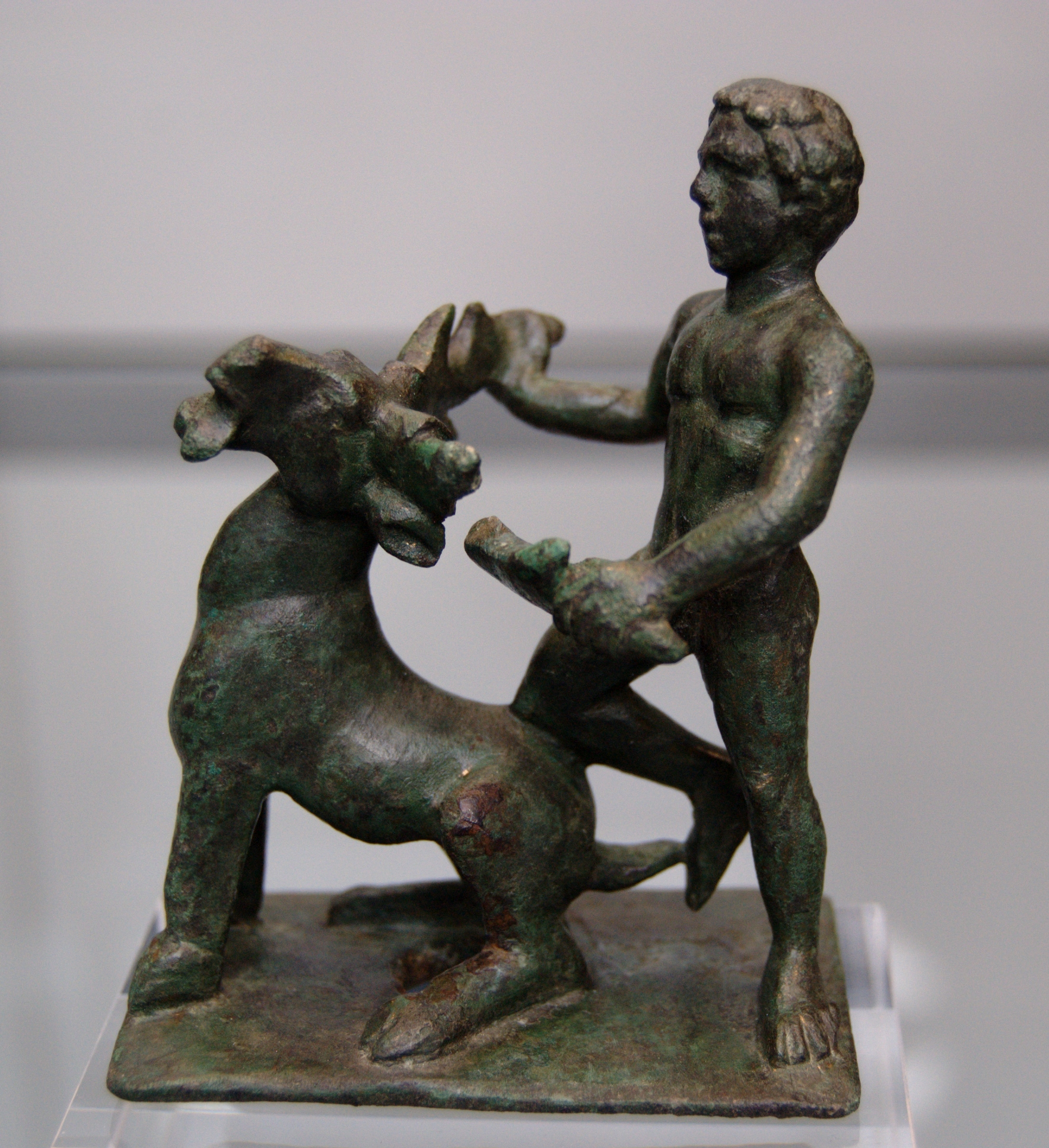
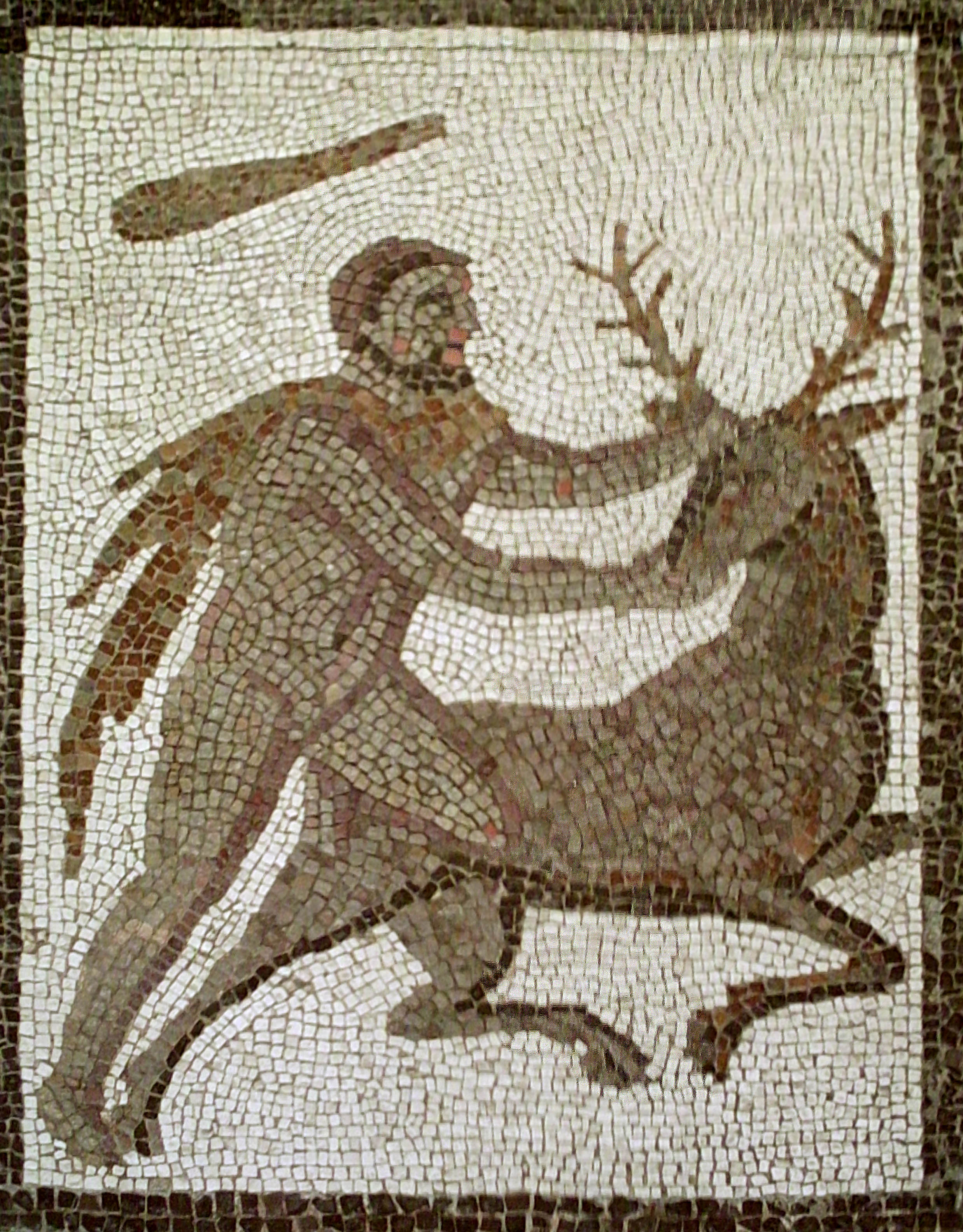
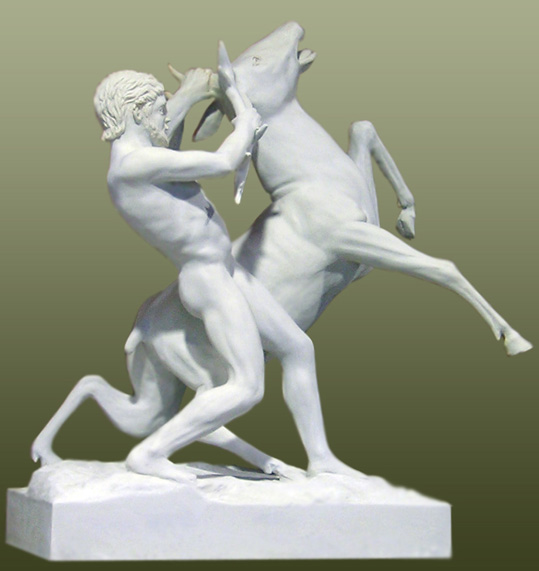